# Довсун (озеро)
Довсун (Большое Солёное, также Большой Довсун, Арзгирское) — озеро в Арзгирском районе Ставропольского края России. Одно из крупнейших солёных озёр Ставрополья. Название «Довсун» в переводе с ногайского означает «соль».
По данным государственного водного реестра России относится к Западно-Каспийскому бассейновому округу; водохозяйственный участок — Восточный Маныч от истока до Чограйского гидроузла. Речной бассейн — бессточные районы междуречья Терека, Дона и Волги.
Входит в «Перечень объектов, подлежащих региональному государственному надзору в области использования и охраны водных объектов на территории Ставропольского края», утверждённый постановлением Правительства Ставропольского края от 5 мая 2015 года № 187-п.

## География
Расположено в восточной части Ставропольского края, в Кумо-Манычской впадине, на высоте 29 м над уровнем моря. Находится в бассейне реки Чограй, к югу от её устья. Севернее Довсун простирается озеро Малое Солёное (Довсун Малый), южнее разветвляется на сеть каналов Садовский канал. В 5 км к югу-востоку от озера Довсун расположен посёлок Чограйский, в 17 км к западу — село Арзгир.
Озеро вытянуто в широтном направлении, в центральной части расширяется. Согласно справочнику «Водные ресурсы Ставрополья» (2001), площадь его водной поверхности 14 км², площадь зеркала рапы 8,5 км². В 1936 году площадь Довсун составляла 2,34 км², в 1950 году — 8,32 км², в 1995 году — 10,8 км². Увеличение занимаемой озером территории произошло в результате сброса в него воды из Кумо-Манычского канала.
Находится в пределах КОТР «Южная часть Чограйского водохранилища».

## Геология, гидрология, хозяйственное значение
Берега озера сложены лёссовидными суглинками, глубина его плавно увеличивается к центру.
Озеро питается преимущественно атмосферными осадками. Вода в нём горько-солёная, впоследствии её состав изменился за счёт поступления пресной воды из канала. Полностью озеро никогда не пересыхало.
Из рапы озера добывается поваренная соль. Также в Довсун имеются запасы минеральной грязи.